# Olympia (Lulespex)
Olympia från år 2000 var Lulespexets tionde uppsättning och uppfördes på Aula Aurora i Luleå och på Vänersborgsteatern i Vänersborg, med benäget bistånd av Volvo Aero.

## Persongalleri
- Kung Oinomaos
- Drottning Parthena
- Prinsessan Hippodameias
- Myrtilos, stalldräng
- Pelops, sportfåne
- Bardas, hovdam
- Homeros, filosof
- Alkaios, filosof

## Handling
Institutionen för Historieförvanskning hade denna gång givit sig i kast med uppgiften att berätta hur de olympiska spelen egentligen började. Den hästtokige kung Oinomaos är less på att alltid bara tävla med sig själv och utlyser en hästkapplöpningstävling där vinnaren får prinsessan Hippodameias och hennes vikt i guld. Muskelmannen Pelops slår sig ihop med kungens stalldräng Myrtilos och delar på priset så att Pelops får prinsessan och Myrtilos pengarna. Emellertid måste den inte alltför begåvade Pelops ta Myrtilos till hjälp för att vinna prinsessans hjärta, och det går naturligtvis som det går. Men hur ska det gå när kungen har försvunnit? Varför klär Bardas ut sig till man? Sysslar de två fjolliga filosoferna egentligen med något vettigt? Och vem är egentligen Hippodameias far? Historien får sin upplösning vid minnesspelen till kungens ära, "Oinomaos Spel", eller "OS" som vi kallar det nuförtiden.
Referenser förekommer till såväl Shakespeare som Cyrano de Bergerac och Monty Python.
Låt ej bekymmer göra ditt sinne sjukt, ty sorg och grubbel bringar ingen tröst.
Var finns det något så vackert och mjukt, som den perfekta getens päls och röst?
Förvirrad ser jag stridiga vindars spel! Från den ena sidan vältrar en väldig absurditet, och från den andra något fruktansvärt fel! För sinnesro krävs en perfekt get!
Vår värld smäktar av tryckande törst; tung är timman, och het.
Alla tävlar, men vem kommer först? Jo, vår perfekta get. (Alkaios)